# Церква Вознесіння Господнього (Казанська церква) (Дніпро)
Церква Вознесіння Господнього (Казанська церква) ― зруйнований храм на вершині холма святої Варвари в Дніпрі; розміщувався неподалік від кінцевої зупинки 
трамвая № 4. Його будівництво розпочалось приблизно в 1907 році, завершено у 1912 році. У 1935 році храм було підірвано радянською владою.

## Проєкт і будівництво
Проєкт майбутнього храму створив у 1906 році молодший губернський архітектор Олексій Миклашевський. Згідно проєкту, це була невелика, але достатньо висока будівля. Будівництво храму стартувало у 1907 році. На вершині храму розміщувався величних розмірів купол і чотири півкуполи з кожної сторони будинку, які були багато прикрашені ліпниною та позолотою. При цьому хрест над Вознесенською церквою був значно вищим за інші будівлі міста. Пожертвування на будівництво храму вніс імператор Микола ІІ, Гласний міської думи і почесний громадянин Катеринослава Мина Копилов, губернське і повітове земства, а також численні місцеві мешканці.
В цей час для зручності віруючих громадян та мешканців «нових планів» від вокзалу до храму була прокладена нова трамвайна лінія, яка діє і до сьогодні (трамвай № 4).
На карті міста 1913 року Вознесенська церква вже була відмічена під № 36. Хоча новий храм освятили на честь Вознесіння Господня, в народі за ним закріпилось найменування по назві вулиці, на якій він був розташований ― «Казанська церква».

## Розквіт
Архівних документів та фотографій цієї церкви залишилось мало. За спогадами місцевої довгожительки, вченої, поетеси та письменниці Галини Анненкової, Казанська церква була дуже гарна. Сходи храму були виконані з рожевого мармуру, бані були блакитними, а обробка ― позолоченою. «Її любили не лише місцеві мешканці, але і приїжджі в наші края нікопольські козаки, згодом осілі у нас в місті в районі тодішньої єврейської слободи. Поруч були ярмарок і скотний ринок, а в кілометрі від храму ― іподром. Я тоді була дитиною, але добре пам'ятаю, як в дні великих православних свят біля церкви проводилися народні гуляння. Виставлені на вулиці столи накривали білими простирадлами, а потім сервірували самоварами і вазами з фруктами і випічкою. Казанська церква ніби притягувала до себе людей. У такі дні біля храму збиралося ледь не півміста».

## Знесення
У 1920-х роках, з приходом Радянської влади, храм закрили. Через особливість будови для чергового пролетарского клубу він не підходив, а склади в цьому районі були не потрібні. До того ж, вважалось, що навіть без хреста, своїм силуетом церква псує вид міста, яке будує соціалізм.
У 1935 році міська влада вирішила храм знести (підірвати), а цеглу використати для будівництва інших об'єктів. Приводом для такого рішення послужило будівництво нового шосе «Дніпропетровськ-Запоріжжя», що входив до стратегічного напрямку «Москва-Сімферополь». Дорога на Південь починалась від вулиці Троїцької і проходила через вулицю Михайла Грушевського.
За спогадами Галини Анненкової, церкву підривали протягом трьох днів. Міцні стіни храму розпадалися не на окремі цеглини або невеликі фрагменти, а на великі шматки. Деякі непридатні до використання уламки фундаменту, обростаючи травою і мохом, залишалися в глухому куті трамвая № 4 аж до 1960-х років. Можливо, частина з них була використана при будівництві ремонтної ями для трамваїв.

## Наші дні
Вознесенська церква не зникла назовсім. Головною святинею Вознесенського храму була «Казанська» ікона Божої Матері. Після руйнування храму в роки гонінь вона була перенесена в Свято-Троїцький собор, в якому вона міститься до сих пір. Також в соборному приділі був встановлений малий різьблений іконостас ― частина унікальної роботи Московської майстерні Кузнєцова.
До теперішнього часу також збереглися лише деякі уламки іконостасу, який був виготовлений з дорогих сортів порцеляни, пишно прикрашений позолотою і напрестольний хрест, які нині як реліквія зберігаються в шостому залі Дніпропетровського національного історичного музею ім. Д. І. Яворницького. Також п'ять фрагментів унікального іконостасу є надбанням приватної колекції дніпровського колекціонера-ентузіаста Павла Павловича Маменко. Доля ж цілого іконостасу залишається невідомою.
До наших днів в районі тупика трамвая № 4 до цих пір стоять будинки з міцної дореволюційної червоної цегли, зробленої на заводі Жандармської балки, з якої були зроблені стіни Казанської церкви.